# SMS Salamander (1891)
SMS Salamander – austro-węgierski stawiacz min z końca XIX wieku i okresu I wojny światowej. Jednostka została zwodowana 9 maja 1891 roku w stoczni STT w Trieście, a do służby w Kaiserliche und Königliche Kriegsmarine wcielono ją w 1892 roku. W wyniku podziału floty po upadku Austro-Węgier w 1920 roku jednostkę przyznano Wielkiej Brytanii, po czym została złomowana we Włoszech.

## Projekt i budowa
Stawiacz min „Salamander” zbudowany został w stoczni STT w Trieście (pod numerem stoczniowym 268) . Stępkę okrętu położono w 1890 roku, a zwodowany został 9 maja 1891 roku. Jednostka otrzymała nazwę płaza – salamandry (niem. Salamander).

## Dane taktyczno-techniczne
Okręt był niewielkim stawiaczem min . Długość na wodnicy wynosiła 39,6 metra (39 metrów między pionami), szerokość 8,1 metra i zanurzenie 1,5 metra. Wyporność normalna wynosiła 268 ton, a pełna 286 ton . Okręt napędzany był przez maszynę parową potrójnego rozprężania o mocy 350 KM, do której parę dostarczał jeden cylindryczny kocioł lokomotywowy opalany węglem . Jednośrubowy układ napędowy pozwalał osiągnąć prędkość 10 węzłów .
Uzbrojenie okrętu składało się z trzech pojedynczych dział kalibru 47 mm SFK L/33 Hotchkiss. Jednostka mogła zabrać ładunek 90 min morskich (po 35 na dwóch ciągłych liniach torów na pokładzie i 20 w ładowni dziobowej).
Załoga okrętu liczyła od 28 do 32 oficerów, podoficerów i marynarzy.

## Służba
SMS „Salamander” został wcielony do służby w Kaiserliche und Königliche Kriegsmarine w 1892 roku. Okręt był jednym z czterech austro-węgierskich stawiaczy min. Po wcieleniu do służby „Salamander” uczestniczył w ćwiczeniach i corocznych letnich manewrach floty. W momencie wybuchu I wojny światowej „Salamander” wchodził w skład Grupy Torpedowców Sił Obrony Lokalnej. Okręt wziął aktywny udział w działaniach wojennych, uczestnicząc w operacjach minowych. Na początku stycznia 1916 roku „Salamander” razem z torpedowcami uczestniczył w operacji likwidacji postawionej przez okręty Regia Marina zagrody minowej. 9 sierpnia tego roku na operującym w Kanale Faresina „Salamandrze” doszło do wybuchu miny, w wyniku którego zginęło sześciu członków załogi. W lutym 1917 roku załoga okrętu zneutralizowała nieopodal Rabazu cztery miny typu Susana. Z powodu rozpadu monarchii habsburskiej 1 listopada 1918 roku na jednostce opuszczono po raz ostatni banderę KuKK. W wyniku przeprowadzonego w styczniu 1920 roku podziału floty austro-węgierskiej okręt został przyznany Wielkiej Brytanii. Jednostka została w 1920 roku przebazowana do Włoch i w tym samym roku złomowana w Mesynie.